# 顧源
顧源（1443年—？），字逢原，直隸蘇州府長洲縣人，民籍，明朝政治人物。

## 生平
成化四年（1468年）戊子科應天府鄉試第一百二十三名舉人。成化十七年（1481年）中式辛丑科會試第一百名，二甲第七十九名進士。歷山西司郎中。弘治八年（1495年）升湖廣按察司副使。歷河南按察使。累官都御史，巡撫雲南。

## 家族
曾祖顧友文；祖父顧謙；父顧鈺，教授。母前母丁氏；母尹氏。永感下。